# Bingo (2013)
Bingo is een Vlaamse komische film uit 2013 van Rudi Van Den Bossche. Het verhaal is een verfilming van het toneelstuk dat Ruud De Ridder schreef voor het Echt Antwaarps Teater in 1993.

## Achtergrond
Bingo is de eerste bioscoopfilm van het Echt Antwaarps Teater. Enkel Anke Frédérick speelde deze rol voor het eerst. Ze werd gekozen voor de rol omdat ze in het echte leven familie is van andere acteurs. Het familiale karakter wordt meegenomen in de film. Ruud De Ridder is de vader van Sven De Ridder. Ruud is in het verhaal en in het echte leven samen met Nicole Laurent. Nicole heeft een dochter, Anke Frédérick, en zij speelt ook mee. Ze vertolkt de rol als vrouw van Sven De Ridder.
De film heeft een ster gekregen in de Kinepolisbioscoop in Antwerpen.

## Productie
De film is een productie van Antares en Mollywood. Distributie werd geregeld door Kinepolis Film Distribution. De opnames vonden plaats in juli 2012 in een villa in Kalmthout en vergden slechts 15 draaidagen. De productie had een budget van 900.000 euro. In de bioscoop telde de film echter maar 47.601 toeschouwers.

## Verhaal
Pierre en Claire wonen al 20 jaar in een rustige villawijk. Na al die jaren beslissen hun goede buren om naar Zuid-Frankrijk te trekken, omdat ze genoeg hebben van het Belgische weer. Het huis wordt verkocht aan een jonger koppel. Onder het motto ‘beter een goede buur dan een verre vriend’ proberen Pierre en Claire bevriend te raken met hun nieuwe buren François en Hilda.
Beide koppels houden er een totale andere levensstijl op na. Dit zorgt voor hilarische momenten. Het jonge koppel maakt veel lawaai en denken niet na voor ze iets zeggen. Het oudere koppel wil gewoon rust. De koppels hebben een andere kijk op burenliefde. Het jonge koppel komt zoveel over de vloer dat ze er haast inwonen. Ze gaan ervan uit dat ze de deur mogen platlopen omdat Pierre en Claire dat ook bij hen mogen doen. Pierre en Claire vinden dit lastig maar durven er niets over te zeggen. Het gaat zelfs zo ver dat Pierre zijn villa wil verkopen om ook naar Frankrijk te gaan. 
Na een ingrijpende gebeurtenis waarbij Pierre het leven van Boulie, de Deense dog van Çois en Hilda redt, krijgt het verhaal een nieuwe wending. Pierre en Claire zijn voor het eerst echt eerlijk met Çois en Hilda. Dit lucht op, waardoor de koppels meer respect voor elkaar krijgen.
De moraal is een pleidooi voor samenleven, ondanks de bizarre eigenschappen van anderen, ondanks dat er overal wel iets niet goed zal zijn.

## Rolverdeling
| Acteur         | Personage       | Opmerkingen             |
| -------------- | --------------- | ----------------------- |
| Sven De Ridder | François (Çois) | Man van Hilda           |
| Ruud De Ridder | Pierre          | Man van Claire          |
| Nicole Laurent | Claire          | Vrouw van Pierre        |
| Anke Frédérick | Hilda           | Vrouw van Çois          |
| Marijn Devalck | Gaston          | Baas van Pierre         |
| Aron Wade      | Lode            | DJ, vriend van François |

## Filmstijl
- Het verhaal wordt vooral vanuit de ogen van Pierre en Claire verteld. Er wordt enkel in hun huis gefilmd. Het koppel wordt regelmatig apart van het jongere koppel gefilmd waardoor we de kans krijgen om te horen welke gedachten en gevoelens de personages Pierre en Claire met elkaar bespreken. Het jonge koppel krijgen we enkel te zien als ze op bezoek komen. Hun huis zien we niet en we weten niet wat ze achter de rug van Pierre en Claire zeggen.
- Alles wordt vanuit ooghoogte gefilmd, waardoor het lijkt alsof je zelf in de zaal aanwezig bent.
- Er wordt ook af en toe uit de ogen van een persoon gefilmd, zodat we te zien krijgen naar waar hij of zij aan het kijken is.
- Er wordt maar één keer uit de hoogte gefilmd in de scène waarin Pierre en Claire uit hun raam naar Çois en Hilda in de tuin kijken.
- De taal van de film bevat Antwerpse klanken en uitdrukkingen.
- Zoals in het theater boeien ze mensen met maar één locatie. In dit geval speelt alles zich af in het huis van Pierre en Claire. In het theater kunnen de acteurs enkel gebruikmaken van de set. In de film bestaat de mogelijkheid om de verschillende kamers in het huis te gebruiken.

### Uitspraken
- Als ge het verstand van de Çois in een vogeltje steekt dan vliegt die achteruit.
- Gade zwijgen? Gade zwijgen? Gade zwijgen? Zwijgt zeg ik!
- Als je in een encyclopedie zoekt onder de 'A' van ambetanteriken, zie je hun foto staan.
- Waar is dat feestje? Hier is dat feestje! Alles geven!
- Cultuur met een grote K.
- Pakt nen bezem en vliegt weg.

### Verschillen tussen de koppels
|               | Pierre en Claire                  | Çois en Hilda                           |
| ------------- | --------------------------------- | --------------------------------------- |
| Werk          | verzekeringsagent                 | onbesproken                             |
| Vrije tijd    | lezen                             | feestjes geven                          |
| Foto's reizen | bloemen en landschappen           | gezichten zonder landschap              |
| Eerlijkheid   | liegen om beleefd over te komen   | zeggen zonder na te denken              |
| Tafelmanieren | keurig: gasten wijn laten proeven | Onbeleefd: Wijn in een keer leegdrinken |
| Gedrag        | sociaal wenselijk                 | eigenzinnig                             |
| Huisdieren    | zwarte raskat                     | ongetrainde Deense dog                  |
| Sociaal       | beleefd                           | over sociaal/opdringerig                |
| Muziek        | klassieke muziek                  | house/elektro                           |
| Kledij        | klassiek en deftig                | kleurrijk en nonchalant                 |